# Coulton (Yorkshire du Nord)
Coulton est un village et une paroisse civile du Yorkshire du Nord, en Angleterre.